# Grzegorz Kochanek
Grzegorz Paweł Kochanek (ur. 9 sierpnia 1960 w Bardzie, zm. 16 lipca 2023 w Legnicy) – polski piłkarz występujący na pozycji obrońcy.

## Życiorys
Syn Pawła i Kazimiery. Wychowanek Unii Bardo. Seniorską karierę rozpoczynał w 1984 roku w Fadomie Nowogród Bobrzański. W sezonie 1987/1988 występował w Celulozie Kostrzyn, skąd przeszedł do Miedzi Legnica. W sezonie 1988/1989 awansował z tym klubem do II ligi. Z kolei w 1992 roku dotarł wraz z Miedzią do finału Pucharu Polski, w którym jego klub pokonał Górnik Zabrze, a Kochanek zdobył bramkę w serii rzutów karnych. W sezonie 1992/1993 wziął udział w przegranym 0:1 spotkaniu z AS Monaco w ramach Pucharu Zdobywców Pucharów, w którym nie wykorzystał rzutu karnego. W sezonie 1992/1993 Kochanek stracił miejsce w podstawowym składzie Miedzi na rzecz nowo przybyłego Bogdana Pisza i po zakończeniu sezonu opuścił Miedź. Następnie występował w amatorskich niemieckich klubach: SV Oberzell, FC Binau i SV Breitenbrunn 1967. W 2004 roku wrócił do Polski, wiążąc się z Błękitnymi Koskowice, a następnie z Odrą Malczyce. Karierę zakończył w 2006 roku.
Zmarł 16 lipca 2023.

## Statystyki ligowe
| Sezon     | Klub          | Liga     | Mecze | Gole |
| --------- | ------------- | -------- | ----- | ---- |
| 1988/1989 | Miedź Legnica | III liga | 21    | 7    |
| 1989/1990 | Miedź Legnica | II liga  | 32    | 0    |
| 1990/1991 | Miedź Legnica | II liga  | 28    | 0    |
| 1991/1992 | Miedź Legnica | II liga  | 26    | 1    |
| 1992/1993 | Miedź Legnica | II liga  | 12    | 0    |